# نادي التقدم (السعودية)
نادي التقدم نادي كرة قدم سعودي مقره محافظة المذنب في القصيم، يلعب في دوري الدرجة الثالثة السعودية.

## تاريخ
أسسه الشيخ عثمان ين محمد الدخيّل عام 1972، حقق بطولة القصيم 1435-1436، وتمكن من الصعود لدوري الدرجة الثانية للمرة الأولى في تاريخه في عام 2010م وأستمر موسمين ثم عاود الهبوط، واستمر 4 سنوات في الثالثة وعاد للثانيه عام 2016، ثم تمكن وبجدارة من الصعود لدوري الأمير محمد بن سلمان لأندية الدرجة الأولى في عام 2019.
الجدير بالذكر أن نادي التقدم الرياضي هو أول نادي سعودي خليجي عربي تمت دعوته وتم عمل احتفالية خاصة بأعضاءه ومنسوبيه وبحضور نخبة نخبة من الإعلاميين والرياضيين بدولة الكويت وبتغطية مباشرة من الصحف المحلية المقروءة والقنوات المرئية بحضور قناة atv العدالة وقناة الراي وتعتبر دولة الكويت هي أول دولة خليجية عربية يتم الاحتفال بها لنادي خليجي عربي من خارج الدولة. من أبرز الداعمين للنادي الشيخ الوجيه إبراهيم العبودي رئيس هيئة أعضاء الشرف والجندي المجهول خلف النادي الداعم الأستاذ منصور العقيلي

## تشكيلة الفريق الحالية
ملاحظة: تشير الأعلام إلى المنتخب الوطني على النحو المحدد في قواعد الأهلية للفيفا. قد يحمل اللاعبون أكثر من جنسية واحدة غير تابعة للفيفا.
| الرقم | البلد    | المركز | اللاعب             |
| ----- | -------- | ------ | ------------------ |
| 1     | السعودية | وسط    | محمد الغميز        |
| 3     | السعودية | مدافع  | بندر الشمري        |
| 5     | مصر      | وسط    | خالد صالح          |
| 6     | السعودية | وسط    | غالب خرمي          |
| 7     | مصر      | مهاجم  | أحمد فوزي          |
| 8     | السعودية | وسط    | معن الميمان        |
| 9     | السعودية | مهاجم  | عبد المجيد الرشيدي |
| 10    | مصر      | وسط    | محمود الغزالي      |
| 11    | السعودية | وسط    | محمد الحربي        |
| 14    | السعودية | وسط    | عبد الله الدماك    |
| 17    | مصر      | مهاجم  | جابر سالم          |
| 18    | السعودية | مدافع  | مساعد السبيعي      |

| الرقم | البلد    | المركز | اللاعب            |
| ----- | -------- | ------ | ----------------- |
| 19    | السعودية | مدافع  | عزام الجريد       |
| 20    | السعودية | مدافع  | صالح المنصور      |
| 21    | السعودية | حارس   | محمد عريجة        |
| 22    | السعودية | حارس   | نايف الحربي       |
| 24    | السعودية | مدافع  | إبراهيم العقيلي   |
| 27    | السعودية | وسط    | عبد العزيز الهاشم |
| 30    | السعودية | مدافع  | محمد الخريدلي     |
| 32    | السعودية | مدافع  | زياد الرويضان     |
| 50    | السعودية | وسط    | ثامر الحربي       |
| 70    | السعودية | مهاجم  | فايز الحارثي      |
| 80    | السعودية | مدافع  | عبد الإله الشهري  |
| 88    | السعودية | حارس   | عبد الله السعيد   |